# Alison Balsom
Alison Louise Balsom (7 d'octubre de 1978) és una trompetista, arranjadora, productora i educadora musical anglesa. Balsom ha estat guardonada com a Artista de l'Any als Premis Gramophone de 2013 i va guanyar tres premis Classic BRIT i tres premis Echo, i va ser solista a la Last Night of the Proms de la BBC el 2009. Ha estat també la directora artística del Cheltenham Music Festival de 2019.

## Inicis i formació
Balsom va assistir a la Tannery Drift First School a Royston, Hertfordshire, on va començar a prendre lliçons de trompeta des dels set anys, després assistí a la Greneway Middle School i la Meridian School, mentre tocava a la banda municipal de Royston entre els vuit i els 15 anys. Posteriorment, va assistir al Hills Road Sixth Form College de Cambridge.
Balsom va estudiar a la Guildhall School of Music and Drama, on es va graduar el 2001 amb honors de primera classe i el premi del rector per a la nota més alta; després estudià a la Royal Academy Academy of Music and Drama, al Conservatori de París i amb Håkan Hardenberger.

## Carrera musical
Balsom és trompetista clàssica professional des del 2001. va formar part de la BBC Radio 3 New Generations Artists, on va interpretar gran part del repertori principal de concerts per a trompeta i orquestra amb les orquestres de la BBC, i amb les quals va llançar el seu primer disc amb EMI Classics el 2002. El 2005 va llançar el seu segon disc, Bach Works for Trumpet, com a part d'un contracte amb EMI Classics. El 2006, Balsom va guanyar el premi a millor artista jove britpanic dels Classical BRIT Awards i va ser guardonada amb el Classic FM Listeners Choice Award dels Classic FM Gramophone Awards. Va guanyar també el premi a artista femenina dels Classical BRIT Awards de 2009 i 2011.
El seu tercer àlbum (el segon disc del contracte EMI), Caprice, va ser llançat el setembre del 2006 i el seu disc Italian Concertos figurà a la llista dels àlbums del New York Times de l'any. Balsom va ser solista a la Last Night of the Proms de 2009, interpretant, entre altres peces, el concert de trompeta de Haydn amb l'Orquestra Simfònica de la BBC i un arranjament jazzístic de «They Can't Take That Away from Me» George Gershwin amb la mezzosoprano Sarah Connolly. En col·laboració amb el dramaturg Samuel Adamson, Balsom va idear Gabriel, una obra amb la música de The Fairy-Queen i altres peces de Henry Purcell i Georg Friedrich Handel, que va interpretar amb actors i The english Concert com a part de la temporada d'estiu 2013 al Shakespeare's Globe.
És professora convidada de trompeta a la Guildhall School of Music and Drama. L'any 2016 Balsom va ser nomenada oficial de l'Ordre de l'Imperi Britànic (OBE) per serveis a la música. Ha estat guardonada amb doctorats honoris causa de la Universitat de Leicester i la Universitat Anglia Ruskin i és membre honorari de la Guildhall School of Music and Drama.

## Vida personal
Té un fill amb el director anglès Edward Gardner. El 2017 es va casar amb el director de cinema Sam Mendes. La seva filla va néixer més tard aquell mateix any.

## Discografia
- Music for Trumpet and Organ (EMI Classics, 2002)
- The Fam'd Italian Masters (Hyperion, 2003) - amb Crispian Steele-Perkins
- Bach works for Trumpet (EMI Classics, 2005)
- Caprice (EMI Classics, 2006)
- Haydn and Hummel Trumpet Concertos (EMI Classics, 2008)
- Italian Concertos (EMI Classics, 2010)
- Haydn and Hummel concertos / Albinoni's Oboe Concerto Op. 9 No. 2, transcrit per a trompeta / Vivaldi's Violin Concerto Op. 3 No. 9 (BBC Music Magazine, 2010)
- Seraph: Trumpet Concertos by Arutiunian, MacMillan, and Zimmerman (EMI Classics, 2012)
- Alison Balsom (EMI Classics, 2012)
- Sound the Trumpet: Royal Music of Purcell and Handel (Warner Classics, 2013)
- Paris (Warner Classics, 2014)
- Légende (Warner Classics, 2016)
- Jubilo (Warner Classics, 2016), obres de Fasch, Bach, Torelli i Corelli
- Royal Fireworks (Warner Classics, 2019)